# Alex Dickson
Alexander John Wallace Dickson es un guitarrista y compositor de hard rock y heavy metal originario de East Kilbride, Escocia.

## Carrera
Inició su trayectoria en la banda de rock escocesa Gun, donde en 1992, participó en la grabación del disco Gallus. Sin embargo, en 1995 fue convocado por el vocalista ex Iron Maiden, Bruce Dickinson, para grabar dos discos Alive in Studio A (1995) y Skunkworks, que vio la luz en 1996.
Pese a que no tuvo una mala acogida por el público, la formación se desintegró al poco tiempo, optando Dickinson por hacerse a los servicios de músicos más experimentados en la escena como los guitarristas Adrian Smith y Roy Z, y logrando un mayor éxito comercial y crítico con los discos Accident of Birth y The Chemical Wedding.
Más adelante fundó un proyecto musical titulado Sacktrick.

## Discografía

### Gun
- Gallus (1992)

### Bruce Dickinson
- Alive in Studio A (1995)
- Alive at The Marquee (1995)
- Skunkworks (1996)